# Sjæltågen
Sjæltågen, også kaldet Sharpless 2-199, er en stjernetåge med en afstand på 7500 lysår i stjernebilledet Cassiopeia.
| Astronomi | Spire Denne artikel om astronomi er en spire som bør udbygges. Du er velkommen til at hjælpe Wikipedia ved at udvide den. |

Koordinater:  02h 55m 24.0s, +60° 24′ 36.0″